# Batocera.linux
Batocera.linux est une distribution logicielle de retrogaming, exploitant Linux et installable sur PC, nano-ordinateur ou support de stockage amovible,.
Il s'agit d’un fork de la distribution Recalbox, démarré en 2016.
La distribution permet d'émuler de nombreuses consoles et intègre le lecteur multimédia Kodi.